# Steve Jones (calciatore)
Stephen Graham Jones, detto Steve (Derry, 25 ottobre 1976), è un calciatore nordirlandese, attaccante del Sandbach Utd.

## Caratteristiche tecniche
Ala destra, può giocare anche come prima punta.

## Carriera

### Club
Durante la sua carriera ha giocato nel primo livello del calcio irlandese, del calcio gallese e di quello scozzese, e in tutti i livelli tra il secondo e il sesto del calcio inglese: in particolare vanta 187 presenze in Championship e più di 100 marcature in tutti i campionati.

### Nazionale
Esordisce il 3 giugno 2003 contro l'Italia (2-0).

## Palmarès

### Club

#### Competizioni nazionali
- FAI Cup: 1

Bray Wanderers: 1999